# Alessandro Calvi
Alessandro Calvi (* 1. Februar 1983 in Voghera bei Pavia) ist ein italienischer Schwimmer.
Seine Spezialstrecken sind die kürzeren Freistilstrecken, weswegen er oft in den italienischen Freistilstaffeln eingesetzt wird. Calvi wohnt und trainiert in Pavia, wo er außerdem bei der Polizei beschäftigt ist.

## Erfolge
Staffelerfolge
- Europameister 2004 über 4 × 100 m Freistil
- Vierter bei den Olympischen Spielen 2004 über 4 × 100 m Freistil
- Kurzbahnweltmeister 2006 über 4 × 100 m Freistil
- Europameister 2006 über 4 × 100 m Freistil

Einzelerfolge
- Sechster der Kurzbahneuropameisterschaften 2004 über 100 m Freistil
- Sechster der Kurzbahnweltmeisterschaften 2006 über 100 m Freistil